# إراستوس سي. بيندكت
إراستوس سي. بيندكت هو سياسي أمريكي، ولد في 19 مارس 1800، وتوفي في 22 أكتوبر 1880. نشط حزبياً في الحزب الجمهوري. وقد انتخب عضو جمعية ولاية نيويورك ‏ وانتخب عضو مجلس ولاية نيويورك ‏.